# Peoria (Illinois)
Peoria település az Amerikai Egyesült Államok Illinois államában, Peoria megyében, melynek megyeszékhelye is. Lakosainak száma 113 150 fő (2020. április 1.).

## Népesség
A település népességének változása:
| Lakosok száma | 113 546 | 115 007 | 113 150 |
|               | 2007    | 2010    | 2020    |